# John Becht
John Andrew Becht (ur. 13 października 1886 w Brooklynie w Nowym Jorku, zm. 7 listopada 1960 w New Milford) – amerykański kolarz szosowy, olimpijczyk.
Uczestniczył w rywalizacji na V Igrzyskach olimpijskich rozgrywanych w Sztokholmie w 1912 roku. Startował tam w dwóch konkurencjach kolarskich. W jeździe indywidualnej na czas przejechał trasę w czasie 11:35:04,80 i zajął 28. miejsce. Były to jedyne igrzyska, na jakich startował.